# Ornithogalum atticum
Ornithogalum atticum là một loài thực vật có hoa trong họ Măng tây. Loài này được Boiss. & Heldr. mô tả khoa học đầu tiên năm 1854.